# Васил Войнов (революционер)
Вижте пояснителната страница за други личности с името Васил Войнов.
Васил Николов Войнов, известен като Саатчията, е български революционер, битолски войвода на Вътрешната македоно-одринска революционна организация.

## Биография
Войнов е роден в 1876 година в Битоля, тогава в Османската империя. Млад заминава за Румъния, където учи за часовникар. В 1896 година се връща в родния си град. В 1900 година влиза във ВМОРО и изпълнява терористични задачи. В 1904 - 1905 година е ръководител на терористите на ВМОРО в Битоля. От 1905 година става четник при Наум Петров – Буфчето, а след неговата смърт в края на годината е войвода до Младотурската революция в 1908 година.
През 1910 година младотурската власт го арестува, осъжда на 101 години затвор и заточва в Синоп. Освободен е през 1912 година.